# Hét tenger éneke
A Hét tenger éneke Vas István válogatott versfordításainak gyűjteményes kötete. Eredetileg az Új Magyar Könyvkiadónál jelent meg 1955-ben 394 oldalon, Radnóti Miklós emlékének ajánlva. A könyv hamar elfogyott, és a gyűjtemény 1957-ben az Európa Könyvkiadónál új válogatásban ismét megjelent (448 oldal). Ennek borítólapját és fedéltervét Csillag Vera (Bálint György özvegye) készítette.
Vas István könyvében az antik szerzőktől kezdve évszázadok és országok legkülönbözőbb nyelvű költőit szólaltatja meg, „oly formahíven, amennyire csak magyar akusztikai lehetőségek közt azonosulni lehet az idegen ütemekkel és lejtésekkel”.

## Történet
A költő az 1930-as évek közepén kezdett fordítani Babits Mihály ösztönzésére, és hamarosan megjelentek első műfordításkötetei (Francois Villon: Nagy testamentum, 1940; Guillaume Apollinaire válogatott versei 1940; Angol barokk líra, 1943). A háborút követően, az ún. „fordulat évé”-től 1953-ig nem jelenhettek meg önálló írásai, ekkor vett újabb lendületet regény-, dráma- és versfordítói tevékenysége. Amikor azután ismét engedélyezték megjelenését, először nem eredeti munkával, hanem az évek folyamán elkészült versfordításainak gyűjteményeivel jelentkezett. Ez volt a Hét tenger éneke.
Az ún. hidegháború idején, amikor Magyarországra és a kulturális életre a Nyugattól való eltávolodás, sőt a teljes bezárkózás volt jellemző, a hét tenger felé kitáruló ablak az irodalmat kedvelő olvasókra igazi revelációként hatott. (A politika-diktálta kötelező kritikát nem számítva.) Maga a költő így írt erről A fordító köszönete (1952) című, később megjelent versében:
 (1)

Köszönöm néktek, nyájas óriások,

Hogy elnémulva sem hallgattam el,

Hogy tiltott hangom hangotokon át szólt,

Schiller és Goethe, Shakespeare, Molière!

Én nem zengettem el teli torokkal

A hazugság dagályos énekét,

Inkább csak lopva, idegen sorokkal 

Rejtett tudásom egy-egy részletét.

## Tartalom
A könyv 18 év versfordításainak javát gyűjti egybe. Legrégibb darabja 1937-ben készült, Yeats nyolcsoros verse: Egy régi dal visszhangja (An old song resung) átültetése. Vas István az előszóban (Vallomás a fordításról, 1955) feltárja azt a folyamatot, amelynek során a műfordítás egyre inkább személyes ügye lett; az évek forgatagában "a fordítás narkotikum és izgatószer volt egyszerre, s ideig-óráig nyugalmas kilátó is saját zaklatottságom fölött."
A világirodalom nagy költőinek sora Vergiliustól Shakespeare-en át Walt Whitmanig és García Lorcáig terjed a kötetben. A francia líra elsősorban Villon és Apollinaire verseivel van jelen, a német költészetet nagyobb részt Goethe, az angolt főként John Donne költeményei, az amerikait Walt Whitman nagy lélegzetű prózaversei képviselik. Bő teret kapnak a romantika költői, Nikolaus Lenau, Shelley, Keats és Lermontov költeményei. Itt van a perzsa Háfiz három és Rumi két verse, valamint a mi Janus Pannoniusunk négy (latin nyelvű) versének fordítása is (az 1957-es kiadásban). 
A lírai versek mellett a válogatás Vas István drámafordításaiból is bőven merít: Shakespeare, Molière, Racine, Schiller drámáiból olvashatunk hosszú részleteket. A kötetet a fordított versek szerzőinek rövid ismertetője zárja.

## Hagyaték
A világirodalom számos nagy alkotását – regényt, drámát, verset – immár évtizedek óta Vas István tolmácsolásában olvashatjuk. A Hét tenger éneke című műfordításkötetet 1962-ben, 1972-ben és 1982-ben is kiadták, alkalmanként többé-kevésbé módosult tartalommal.
A kötet méltatói többször hangsúlyozták Vas István fordítói művészetének intellektuális vonásait. ("…a magam lírájának elmaradhatatlan terhe az intellektualitás." – írja a költő is az Előszóban.) Ez azt is jelenti, hogy a formahű tolmácsolás mellett a fordító mindenkor az eredeti vers gondolati tartalmának kibontására és lehető legteljesebb visszaadására is törekedett.
„Szabó Lőrinc volt az, aki a magyar műfordításban új utakat tört, de »azt a műfordítói gyakorlatot, melyet ma hitelesnek és teljesen igaznak érzünk, talán a nála fiatalabbak alakították ki, köztük éppen Vas István« – írta Rónay László. Ő kísérletezte ki a hűségnek, a szépségnek és a gondolatiságnak azt az ideális keverékét, amely a magyar műfordításban azóta is etalon.”